# 小山絵里奈
小山 絵里奈（こやま えりな、11月28日生）は、日本の音楽家。大阪府出身。

## 略歴・人物
初めて作った曲「Dance withTarantula」が坂本龍一の耳にとまり、その場でプロになることを勧められる。
その後、坂本龍一がエグゼクティブ・プロデュースした、ミニアルバム
『INLY』を発表。
2007年、マスタリング・エンジニアにTed Jensenを、ミックスエンジニアに
坂本龍一、ZAK、竹村ノブカズらを起用したアルバム『VIVIDROP』を発表。
2008年、作詞・作曲・レコーディングからミックスまでをも自らで手がけたアルバム『NOMMO』を配信。
また、「INLY」「VIVIDROP」「NOMMO」の楽曲も入ったオリジナル・コンパイル版を世界配信。
2009年3月、フランス・ニームで開催される日本の多様なアートを紹介する
ヨーロッパ最大のフェスティバル「LEX2009」に出演。
独仏国営放送Arteに演奏出演。映画、ドラマ、CM音楽など手がけ、音楽を繰り広げる。
彼女自身が考案参加した、オリジナルの楽器、ピアノカリンバによる独奏などの歌声、響きを奏でている。

## ディスコグラフィー
＜2023 single collection＞
2023年、小山絵里奈のオリジナル楽曲、シングルを発表していくプロジェクト。
- 1st single  ”January rabbits”
- 2nd single ”times 0”
- 3rd single ”a boy”
- 4th single ”the dawn”
- 5th single ”天気雨と迷いネコ”
- 6th single ”文香”
- 7th single ”PLANET”
- 8th single "DANCE OF THE DEAD"
- 9th single ”March of the Little Braves”
- 10th single ”9”
- 11th single ”9 SHADOWS”
- 12th single ”A dream I had one day”

<2024>
- 13th single "laurel tree"
- 14th single  "with you"

### アルバム
|          | 発売日        | タイトル | 規格品番   | 収録曲 | 備考 |
| -------- | ------------- | -------- | ---------- | --- | --- |
| 1st mini | 2007年1月24日 | INLY     | RZCD-45448 | 1. 音里 2. Dance With Tarantula 3. 妖精より 4. ディナー 5. 白熱 | rhythm zone |
| 1st      | 2007年6月27日 | VIVIDROP | RZCD-45478 | 1. 驟雨 2. 此花咲耶姫 3. ハ→ト 4. ピエロ 5. MY MUSICAL 6. MY FAVORITE THINGS 7. MONSTER'S BIRTHDAY 8. 空中遊園 9. 花唄 10. you & 11. 音里 12. 梔子 13. 夕焼け | rhythm zone |
| 2nd      | 2008年6月25日 | NOMMO    |            | 1. KAI 2. MARIMBON 3. 儀式菓子 4. 白銀 5. PARTY 6. 月雫 7. eardrum 8. デメララ 9. Little Things 10. ユートピアとくま 11. 幻ゲーム 12. UNBORN | commmons / AEI ※配信限定リリース |
|          | 2008年7月29日 | AMMO     |            | 1. After Rain Showers （驟雨） 2. KONOHANASAKUYA-HIME （此花咲耶姫） 3. FLOWER RHYMES （花唄） 4. MY MUSICAL 5. MONSTER'S BIRTHDAY 6. Dance With Tarantula 7. White heat （白熱） 8. KAI 9. MARIMBON 10. TEARDROPS OF THE MOON （月雫） 11. Gardenia （梔子） 12. UNBORN | commmons / AEI ※世界26カ国配信限定リリース（アジア5カ国は携帯配信） ※「INLY」「VIVIDROP」「NOMMO」から選曲されたベストアルバム的アルバム） |

### 参加作品
| 発売日         | タイトル                    | 規格品番   | 収録曲        | 備考                   |
| -------------- | --------------------------- | ---------- | ------------- | ---------------------- |
| 2008年04月16日 | Happy Holidays! by commmons | RZC1-45883 | Little Things | タワーレコード限定販売 |

## 劇伴

### 映画
- のぞきめ（2015年）
- “隠れビッチ”やってました。（2019年 ）
- 10万分の1（2020年）
- トーキョーサンライズ（2020年） - 主題歌「LOSER or NOT LOSER」担当。
- 劇場版ポルノグラファー〜プレイバック〜（2021年）
- 線香花火（2022年）国際短編映画祭 ショートショート フィルムフェスティバル&アジア2022 ジャパン部門ノミネート作品
- 東京流氷 cool it down (2022年）ドキュメンタリー
- 彼女はなぜ、猿を逃したか？(2022年）東京フィルメックス メイド・イン・ジャパン部門にて上映。
- 朝をさがして（2023年12月）
- 三日月とネコ（2024年5月）
- BISHU ～世界でいちばん優しい服～（2024年10月）
- 恋をするなら二度目が上等～special edition～（2024年12月）
- JUNK WORLD（音楽協力　2025年）
- 九龍ジェネリックロマンス（2025年）
- やがて海になる（2025年）

### テレビドラマ
- Q10（2010年 日本テレビ）※金子隆博と共に担当。
- 最後から二番目の恋（2012年 フジテレビ） - ピアノカリンバ演奏で参加。
- ポルノグラファー（2018年 FOD／フジテレビ）
- ゾンビが来たから人生見つめ直した件（2019年 NHK総合）※サキタハヂメと共に担当。
- ポルノグラファー 〜インディゴの気分〜（2019年 FOD／フジテレビ）
- B面女子（2020年 東海テレビ）
- きよしこ（2021年 NHK総合）
- 絶対BLになる世界VS絶対BLになりたくない男（2021年 テレビ朝日）
- いないかもしれない（2021年 NHK総合）
- ギヴン（2021年 FOD）
- じゃない方の彼女（2021年 テレビ東京）
- 神様のえこひいき（2022年 Hulu）
- 絶対BLになる世界VS絶対BLになりたくない男 シーズン2（2022年 テレビ朝日）
- DMM TVオリジナル「インシデンツ」コントドラマ（2022年 DMM TV）
- 僕らのミクロな終末（2023年 ABC放送）
- 私と夫と夫の彼氏（2023年 Paravi、テレビ東京）
- にがくてあまい（2023年 Lemino、東海テレビ）
- 初恋、ざらり（2023年 テレビ東京）
- やわ男とカタ子（2023年 テレビ東京）
- 東京彼女 |朝をさがして（2023年 youtubeドラマ）
- こういうのがいい（2023年 ABC放送）
- 恋をするなら二度目が上等（2024年 MBS /TBS ドラマイズム）
- これから配信はじめます（2024年 テレビ東京）
- 絶対BL2024（2024年 Lemino）
- 過保護な若旦那様の甘やかし婚（2024年 MBS ドラマ特区）
- 私をもらって（2024年 日テレ/Hulu）
- シュガードッグライフ（2024年 ABC/テレビ朝日）
- 昔はおれと同い年だった田中さんとの友情（2024年 NHK特集ドラマ）
- マイダイアリー（2024年 ABC放送）
- 五十嵐夫妻は偽装他人（2025年 テレビ東京）
- 今日のさんぽんた（2025年 FOD/フジテレビ）
- あやしいパートナー（2025年MBS/TBS）
- 40までにしたい10のこと（2025年 テレビ東京）

### アニメ
- M3〜ソノ黒キ鋼〜（2014年4月 - 9月、BSフジ等） - ピアノカリンバ演奏、歌唱で参加。

### CM
- セブン&アイ イトーヨーカ堂 ランドセル
- NTT西日本 Biz ひかりクラウド - ロゴサウンド、声、音楽を担当。
- 株式会社神明 - ナレーション担当。

### その他
- FRED PERRY 創設60周年記念 spring&summer エッセンスブックをイメージしたショートムービー - 歌唱参加。
- 佐々木雅人氏　映像作品、音楽担当。

## ミュージックビデオ
| 監督   | 曲名      |
| 夏目現 | 「ハ→ト」 |
| マサオ | 「音里」  |